# Urban Žibert
Urban Žibert (* 8. Mai 1992 in Ljubljana) ist ein slowenischer Fußballspieler.

## Karriere

### Verein
Žibert begann seine Karriere beim NK Domžale. Zur Saison 2009/10 wechselte er zur U-19 des NK Celje. Zur Saison 2010/11 schloss er sich dem unterklassigen NK Portorož Piran an. Im Januar 2011 wechselte er leihweise nach Italien zur U-19 der US Triestina. Zur Saison 2011/12 kehrte er nicht mehr nach Piran zurück, sondern wechselte innerhalb Sloweniens zum Erstligisten FC Koper. Dort gab er dann im Juli 2011 sein Debüt in der 1. SNL. In seiner ersten Erstligaspielzeit kam er zu 22 Einsätzen für Koper. In der Saison 2012/13 absolvierte er 15 Partien. In der Saison 2013/14 kam er zu 21 Einsätzen.
In der Saison 2014/15 machte er bis zur Winterpause 19 Erstligaspiele für Koper. Im Januar 2015 wechselte Žibert ein zweites Mal nach Italien, diesmal zum Drittligisten Reggina Calcio. Für Reggina kam er bis Saisonende zu zehn Einsätzen in der Serie C, aus der er mit dem Klub aber abstieg. Daraufhin wechselte der Mittelfeldspieler zur Saison 2015/16 zum Drittligisten SS Akragas. Für Akragas machte er 30 Drittligaspiele, in denen er fünfmal traf. Zur Saison 2016/17 wechselte er zum Ligakonkurrenten SS Juve Stabia. Für Juve spielte er siebenmal in der Serie C, ehe er im Januar 2017 an das ebenfalls drittklassige Bassano Virtus verliehen wurde. Für Bassano spielte er bis Saisonende zehnmal.
Zur Saison 2017/18 kehrte Žibert zunächst nach Stabia zurück, ehe er im August 2017 an den Ligakonkurrenten SS Monopoli 1966 weiterverliehen wurde. Für Monopoli kam er auf elf Einsätze in der Serie C. Im Januar 2018 kehrte er leihweise zu Akragas zurück. Für die Sizilianer spielte er bis Saisonende 13 Mal. Zur Saison 2018/19 kehrte er erneut zunächst zu Juve zurück, ehe im August 2018 die vierte Leihe folgte, diesmal kehrte er zum mittlerweile wieder drittklassigen Reggina zurück. Reggina verpflichtete ihn dann im Januar 2019 auch fest. In der Saison 2018/19 kam er für den Verein zu 30 Drittligaeinsätzen.
Im September 2019 wurde Žibert an den Ligakonkurrenten AS Bisceglie 1913 verliehen. Für Bisceglie absolvierte er während der Leihe 23 Spiele. Zur Saison 2020/21 kehrte er dann nicht mehr zu Reggina zurück, sondern wechselte fest zu Mantova 1911. Für Mantova kam er in eineinhalb Jahren zu 47 Einsätzen in der Serie C. Im Januar 2022 schloss er sich der US Vibonese Calcio an. Für Vibonese spielte er 14 Mal, nach der Saison 2021/22 verließ er den Verein wieder.
Nach einem Halbjahr ohne Verein wechselte er im Februar 2023 zum österreichischen Regionalligisten SV Allerheiligen. Für die Steirer spielte er bis zum Ende der Saison 2022/23 14 Mal in der Regionalliga Mitte. Zur Saison 2023/24 kehrte er wieder nach Italien zurück und schloss sich dem Fünftligisten SC Caronnese an.

### Nationalmannschaft
Žibert spielte zwischen 2007 und 2014 29 Mal für slowenische Jugendnationalauswahlen.